# Eudocie Ingérina
Pour les articles homonymes, voir Eudoxie et Eudocie.
Eudocie Ingérina (en grec Εύδοκία Ίγγερίνη) est une impératrice byzantine, femme de l'empereur Basile Ier, née vers 840 et morte en 882.

## Biographie
Elle était la fille du Varègue Inger, officier de la garde varangienne, et d'une Byzantine de la famille des Martinakioi. Selon une version postérieure de Christian Settipani, elle serait la fille d'Inger Martinakios, logothète, fils d'Anastase Martinakios, noble byzantin vers 817 et officier en 819, décédé après 821, et de sa femme, une sœur de Michel II, et petit-fils de Théophylacte Martinakios, fils de Martinakès, petit-fils de Martinos et arrière-petit-fils de Andréas, neveu de l'impératrice Martine, nièce et deuxième femme d'Héraclius. 
Vers 855, elle devint la maîtresse du jeune empereur Michel III, qui voulait l'épouser. Mais l'impératrice-mère Théodora et son ministre Théoctiste le Logothète s'opposèrent à ce projet: organisant le traditionnel concours de sélection de la future impératrice, ils autorisèrent formellement Eudocie Ingérina à s'y présenter, mais imposèrent le choix de la vertueuse Eudocie Décapolitissa. Cet épisode contribua à la brouille du jeune empereur avec sa mère et le puissant ministre, et au meurtre de ce dernier exécuté par Bardas le 20 novembre 855.
Pendant le restant du règne de Michel III, Eudocie Décapolitissa fut l'impératrice en titre, mais elle semble avoir été complètement ignorée par son époux, qui poursuivit sa liaison avec Eudocie Ingérina. Au début de l'année 866, cette dernière se révéla être enceinte ; l'empereur lui fit alors épouser son favori Basile Ier, qui dut pour ce mariage divorcer de sa première femme Marie, et qui se vit en contrepartie accorder comme maîtresse Thècle, sœur aînée de Michel. En avril de cette année, dans un camp militaire près de Milet d'où devait partir une expédition de reconquête de la Crète sur les Arabes, Michel III fit assassiner son oncle et premier ministre Bardas par Basile. En mai, celui-ci fut promu césar, puis couronné co-empereur.
Eudocie Ingérina, désormais impératrice, donna naissance à deux fils : Léon (futur empereur Léon VI le Sage), né en septembre 866, et Étienne (futur patriarche Étienne Ier de Constantinople), né en novembre 867. Officiellement fils de Basile, ils étaient très vraisemblablement ceux de Michel. En septembre 867, craignant apparemment de perdre la faveur de Michel, Basile l'assassina au cours d'une beuverie, et il devint seul empereur.
Basile et Eudocie Ingérina eurent ensuite un fils, Alexandre, né en 870, et trois filles. Mais dès janvier 868, Basile associa au trône Constantin, fils qu'il avait eu de sa première femme Marie, et qu'il destinait de toute évidence à sa succession. Léon VI le Sage fut également associé vers 870, mais il fut toujours rejeté par Basile, qui visiblement ne le tenait pas pour son fils. Constantin étant mort prématurément en septembre 879, au grand désespoir de son père, Alexandre fut à son tour associé au trône. Quant à Étienne Ier de Constantinople, il avait été châtré et voué à une carrière ecclésiastique.
En 882, Eudocie Ingérina organisa le mariage de Léon : bien que celui-ci fût épris de Zoé Tzaoutzina, fille de l'officier arménien Stylianos Tzaoutzès, elle lui imposa d'épouser la très pieuse Théophanô Martinakia, qui était sa parente du côté maternel. Eudocie mourut peu de temps après ce mariage.